# Фукс, Клаус
Эмиль Юлиус Клаус Фукс (нем. Emil Julius Klaus Fuchs, 29 декабря 1911, Рюссельсхайм, Германия — 28 января 1988, Дрезден, ГДР), более известный как Клаус Фукс (нем. Klaus Fuchs) — немецкий физик-теоретик, участник Манхэттенского проекта от Великобритании, передавший сведения о ядерном оружии Советскому Союзу.

## Биография
Родился в семье Эмиля Фукса, германского теолога-квакера, и Эльзы Фукс (в девичестве Вагнер). Окончил школу в 1928 году с золотой медалью.
В 1930—1931 учился в Лейпцигском университете, где вступил в социал-демократическую партию. В 1932 году вступил в Коммунистическую партию Германии. После прихода к власти нацистов в январе 1933 года перешёл на нелегальное положение, а в июле этого года нелегально бежал во Францию, откуда перебрался в Великобританию. Работал аспирантом в лаборатории физика Невилла Мотта в Бристольском университете, где в декабре 1936 года получил степень доктора философии по физике. С 1937 года по рекомендации Мотта работал в лаборатории Макса Борна в Эдинбургском университете, в соавторстве с Борном написал ряд научных статей. После начала Второй мировой войны, в апреле 1940 года, был интернирован как гражданин враждебной державы и провёл полгода в лагере на острове Мэн, а затем в Канаде. В лагере, чтобы скоротать время, прочитал курс лекций по физике для остальных интернированных. После ходатайств ряда учёных в декабре 1940 года был освобождён и вернулся в Англию.
В 1940 году был привлечен к работе группы Рудольфа Пайерлса, которая в то время работала в Бирмингемском университете над уточнением критической массы урана и проблемой разделения изотопов в рамках британского ядерного проекта. Решил несколько важных математических задач по уточнению параметров урановой бомбы. В 1942 году получил британское гражданство. Тогда же ему было поручено наблюдение за работами по германскому атомному проекту, для чего он получил доступ к совершенно секретным материалам «Интеллидженс сервис».
После нападения Германии на СССР Фукс был возмущён политикой бездействия британского правительства и вполне разделял взгляды о необходимости более активного участия Великобритании в войне, а также о необходимости более широкой помощи воюющему Советскому Союзу. В ноябре 1941 года Фукс посетил советское посольство в Лондоне и предложил предоставить СССР известную ему информацию о работах по созданию ядерного оружия в Великобритании. Его предложение было принято, связь с Фуксом была установлена через Урсулу Кучинскую, агента советской военной разведки. Фукс передавал ей полученные сведения о британских разработках в области ядерного оружия при встречах раз в 3-4 месяца. В 1943 был передан на связь разведке НКГБ СССР. Фукс действовал исключительно из идейных соображений, на предложение о получении денег от СССР ответил категорическим отказом и попросил более никогда с ним на эту тему не разговаривать.
В декабре 1943 года, по рекомендации Пайерлса и Роберта Оппенгеймера, Фукс с группой других учёных был включён в состав участников «Манхэттенского проекта» и прибыл в США (Черчилль к тому времени принял окончательное решение о присоединении Великобритании к американскому ядерному проекту). В феврале 1944 года с Фуксом была установлена новая связь через связника Гарри Голда, которому он передавал важную информацию, касающуюся своей части исследовательской работы по «Манхэттенскому проекту». Но во второй половине года связь оказалась прервана: Фукс был переведён в Лос-Аламосскую лабораторию со строжайшими мерами секретности. Там он работал в группе Ганса Бете и добился выдающихся научных результатов. Восстановить связь советской разведке удалось только в январе 1945 года, до конца года состоялись три встречи, на которых Фукс передал исключительно важную информацию как о ходе работ, так и о первом испытании атомной бомбы, в котором он лично участвовал.
Рудольф Пайерлс: «Я знаю, что Фукс действовал согласно своим убеждениям. Он делал это не ради денег и не по принуждению. Он просто думал, что коммунисты должны получить всю информацию».
Виктор Вайскопф: «Он был убеждённым коммунистом. Он полагал, что атомная бомба не должна принадлежать только западному миру… Равновесие, очевидно, должно существовать».
В 1945—1946 годах участвовал в теоретических работах по разработке водородной бомбы, в анализе результатов применения атомных бомб в Хиросиме и Нагасаки, в разработке программы исследований со взрывами атомных бомб на атолле Бикини. В июле 1946 года с другими британскими участниками проекта вернулся в Великобританию, где был начальником отдела теоретической физики Научно-исследовательского атомного центра в Харуэлле. Там участвовал в решении многих научных задач, связанных с созданием британской атомной промышленности, был включен в состав большого числа комитетов и комиссий (в том числе работал в комиссии по противоатомной обороне Великобритании). С 1947 года связь с Фуксом вёл советский разведчик Феклисов А. С., которому Фукс передал информацию о производстве плутония в США, о реакторах британского атомного центра в Уиндскейле, принципиальную схему водородной бомбы, результаты испытаний ураново-плутониевой бомбы на атолле Эниветок, данные о британо-американском атомном сотрудничестве и многое другое. По оценкам США, переданные Фуксом данные позволили СССР сократить сроки создания собственного атомного оружия, как минимум, на 3 года.
В 1949 году ФБР передала в МИ-5 материалы о работе Фукса на советскую разведку, в том числе доказательства встреч Фукса с Голдом в 1944 и 1945 годах. В конце года он был впервые допрошен и отрицал причастность к шпионажу. Под давлением вещественных доказательств 13 января он признался в работе на советскую разведку, и 4 февраля 1950 года Клаус Фукс был арестован британскими спецслужбами. Допрашивался в Великобритании американским контрразведчиком Робертом Лэмфером, который убедил его раскрыть личность связного Гарри Голда. Однако по мнению работавшего с Фуксом А. С. Феклисова, всё было с точностью до наоборот — это Голд выдал американцам Фукса. Голд также назвал Дэвида Грингласса, через последнего вышли на Розенбергов.
Был осуждён 1 марта 1950 года на 14 лет тюрьмы (максимальный срок за шпионаж в форме передачи военных секретов дружественному государству, так как во время передачи секретов СССР и Великобритания были союзниками). На требование Соединённых Штатов о депортации Клауса Фукса Великобритания ответила отказом и тем спасла его от смертной казни. Советский Союз, в свою очередь, отказался признать его своим агентом.
24 июня 1959 года Фукс был досрочно освобождён «за примерное поведение» и лишён британского гражданства. В тот же день вернулся в Германию (ГДР). Женился на высокопоставленной сотруднице ЦК СЕПГ Маргарет Кейльсон, с которой познакомился ещё в юности. Работал в Центральном институте ядерных исследований, где скоро стал заместителем директора. Также преподавал в Дрезденском техническом университете. С 1967 года был членом ЦК СЕПГ. В 1972 году избран академиком и стал членом Президиума Академии наук ГДР.
Любопытно, что (по словам изучившего соответствующие архивы почётного профессора физики Фрэнка Эдвина Клоуза) британским спецслужбам была доступна записка Гестапо о членстве Фукса в Коммунистической партии Германии, но каждый раз — и при начале работы с Пайерлсом, и в Лос-Аламосе, и в ядерном центре в Харвелле близ Оксфорда — её игнорировали как ненадёжное свидетельство.
Умер 28 января 1988 года в Дрездене. Похоронен на кладбище социалистов в Берлине.

## Награды
- Орден Карла Маркса (1979)
- Национальная премия ГДР I степени (1975)

## Киновоплощения
- «Бомба» (2020) — Дмитрий Мальцев
- «Оппенгеймер» (2023) — Кристофер Дэнем
- «Атом» (2025) — Эндрю Уинн